# Banco Central de Reserva de El Salvador
El Banco Central de Reserva de El Salvador es la entidad bancaria central de la República de El Salvador, definido según su Ley Orgánica como una institución pública de crédito de carácter autónomo, cuyas principales funciones son regir la política económica de la nación, procurar la necesaria estabilidad monetaria y fomentar el desarrollo de un adecuado sistema financiero.

## Historia

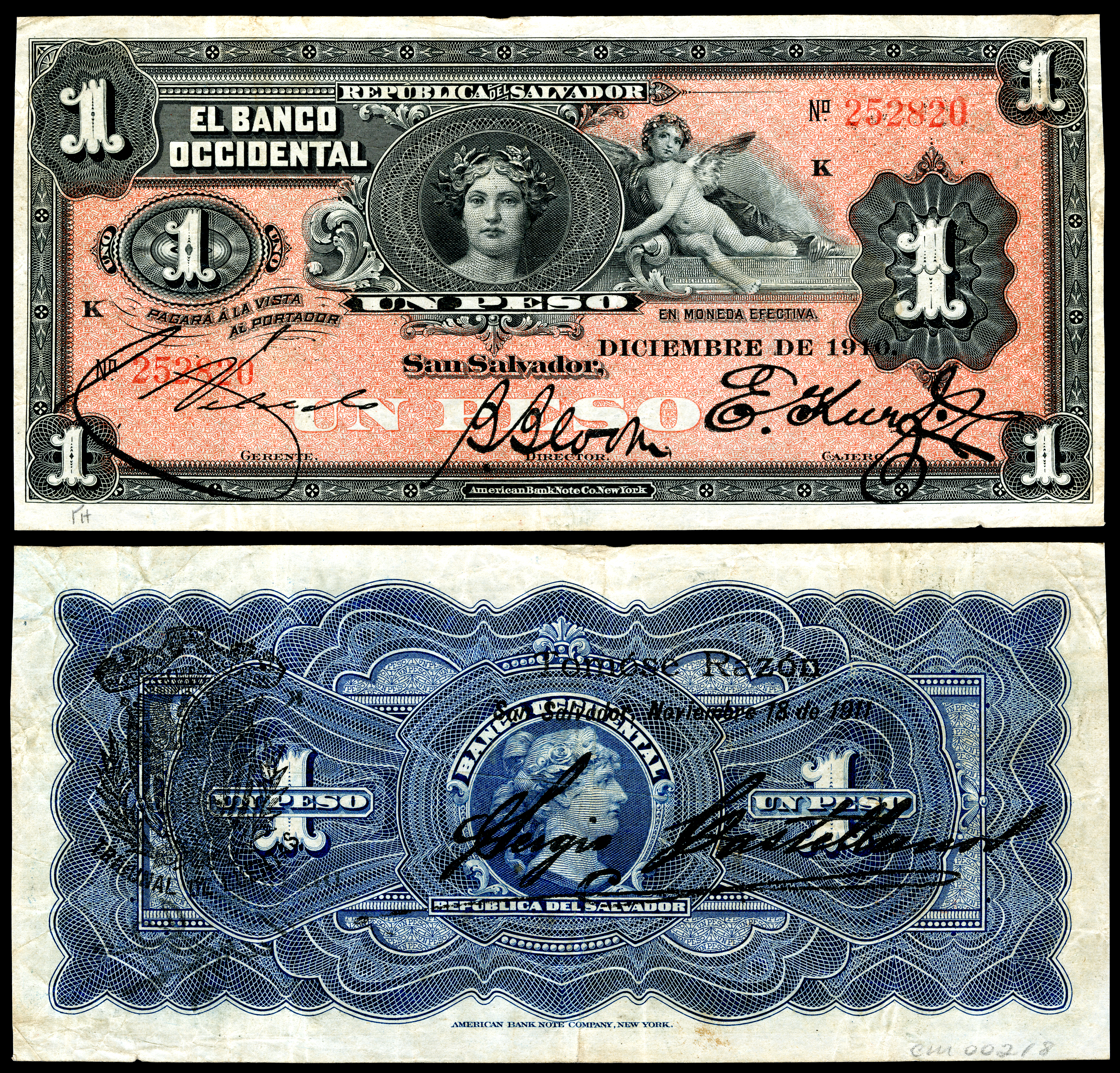
El Salvador, Banco Occidental, 1 peso (1910). Grabado por la American Bank Note Company.

Antes de 1934 la emisión de papel moneda estaba a cargo de la banca privada, cada banco emitía su papel moneda, siendo el Estado Salvadoreño a través del Ministerio de Hacienda encargado de supervisar la circulación de monedas y billetes. Para el momento de creación del Banco Central de Reserva de El Salvador, emitían billetes el Banco Salvadoreño, el Banco Agrícola Comercial y el Banco Occidental, debido a este sistema y a la crisis económica de 1929, en la República de El Salvador la circulación de moneda tanto en metálico como en billete era escasa, y según la versión oficialista fue uno de los detonantes del Levantamiento campesino en El Salvador de 1932.
El primer paso para la creación de un Banco Central de Reserva de El Salvador, se dio por la compra que el Gobierno Salvadoreño hizo a Rodolfo Duke del setenta y cinco por ciento de las acciones del Banco Agrícola Comercial, el 12 de septiembre de 1933; a fines de ese año una comisión del Banco de Inglaterra, encabezada por el experto inglés Frederick Francis Powell, recomienda al entonces gobierno encabezado por el general Maximiliano Hernández Martínez la reorganización de la estructura bancaria "sobre la base de un Banco Central que tenga el poder exclusivo de emitir billetes".

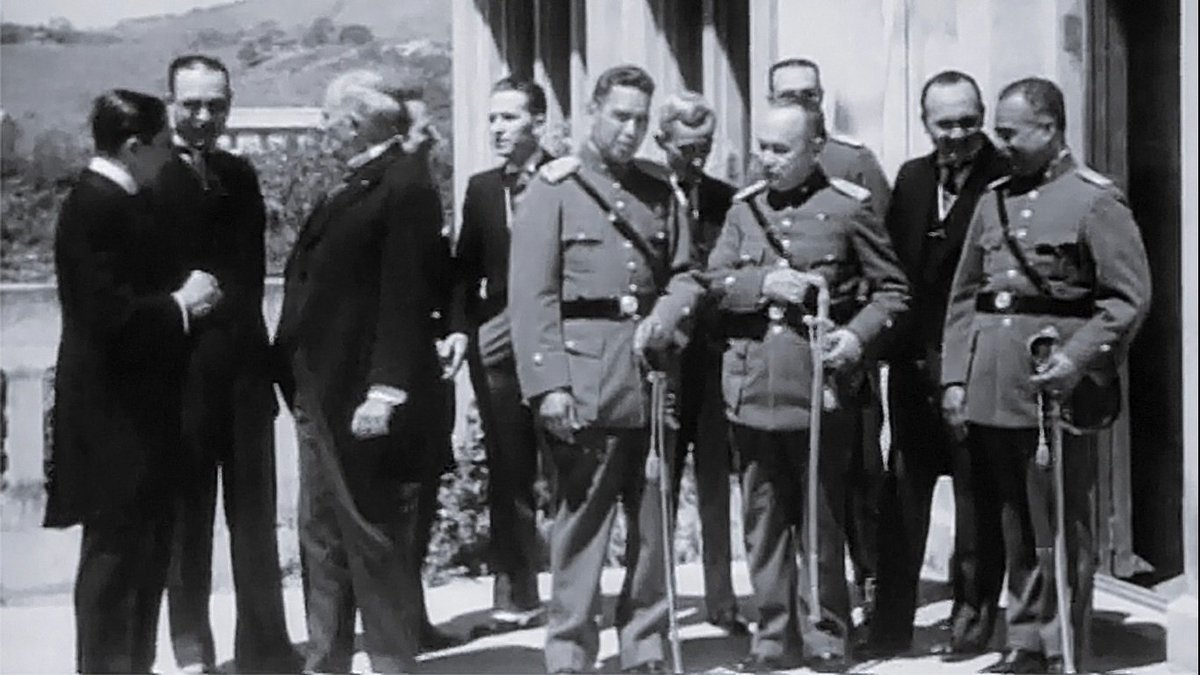
El general Maximiliano Hernández Martínez con miembros de su gabinete; en 1934 se creó el Banco Central de Reserva y otros tres bancos pararon de emitir sus monedas particulares. La moneda respaldada por el BCR, el colón, quedó como la única de circulación legal.

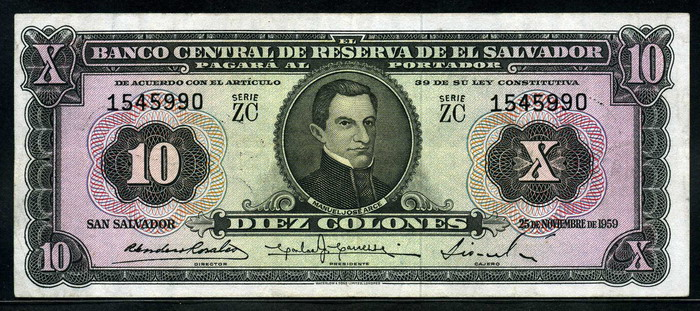
Billete de El Salvador 10 Colones de 1959

Powell participa en la negociación con los bancos Salvadoreño y Occidental a fin de retirarles el privilegio de emitir billetes, acordando indemnizaciones de un millón doscientos noventa y cinco mil ciento cincuenta colones, para el primero, y de novecientos sesenta y dos mil colones para el segundo.
Fue así como el 19 de junio de 1934, la Asamblea Legislativa de República de El Salvador emite la Ley de Creación del Banco Central de Reserva de El Salvador y sus estatutos, constituyéndose como sociedad anónima, con capital procedente de la Asociación Cafetalera de El Salvador (36.50%), los bancos privados (27.00 %) y particulares (36.50 %), su primer presidente fue don Luis Alfaro Duran, desempeñándose en tal cargo desde 1934 a 1955.
El 31 de agosto de 1934, el Banco Central de Reserva de El Salvador, pone en circulación la primera familia de billetes, procediendo al retiro de los billetes emitidos por los bancos privados.
El 20 de abril de 1961, el entonces Directorio Cívico-Militar de El Salvador, emite la Ley de Reorganización de la Banca Central de la Nación, convirtiendo a la entonces Sociedad Anónima "Banco Central de Reserva de El Salvador" en una entidad del Estado, de carácter público, de duración indefinida, con personalidad jurídica propia para ejercer derechos y contraer toda clase de obligaciones (art. 1 de dicha ley).

## Objeto y Funciones
Según el artículo 3 de la Ley Orgánica del Banco Central de Reserva de El Salvador de 1991, su objetivo fundamental es velar por la estabilidad de la moneda y su finalidad esencial promover y mantener las condiciones monetarias, cambiarias, crediticias y financieras más favorables para la estabilidad de la economía del país; entre sus principales funciones, contenidas en dicho artículo,  podemos mencionar:
	- Ejercer con carácter exclusivo la facultad de emitir moneda, (suprimido desde 2001).
	- Prevenir o moderar las tendencias inflacionarias y deflacionarias;
	- Mantener la liquidez y estabilidad del sistema financiero;
	- Regular la expansión del crédito del sistema financiero;
	- Velar por el normal funcionamiento de los pagos internos y externos;
	- Administrar las reservas internacionales del país y el régimen de operaciones de cambios internacionales;
	- Dictar las políticas y las normas correspondientes en materia monetaria, crediticia, cambiaria y financiera.

## Estructura Organizativa
La administración y dirección del Banco Central, corresponde a un Consejo Directivo, que duran en sus funciones cinco años, con la posibilidad de ser reelectos.
	El Presidente del Banco Central es nombrado por el presidente de la República, los restantes directivos, son nombrados por ternas propuestas por ciertos sectores, como se detallan a continuación:
	- Dos Vicepresidentes, nombrados a propuesta del Presidente del Banco;
	- Un Miembro a propuesta de los Ministerios de Hacienda, de Economía y de Agricultura y ganadería;
	- Un Miembro a propuesta de las asociaciones agropecuarias, industriales y comerciales representativas del país;
	- Un miembro a propuesta del sector profesional de las ciencias económicas y de ciencias jurídicas;
	- Un miembro a propuesta de los bancos y financieras.
	De los Vicepresidentes, el segundo solo cuenta con voz y voto en ausencia del primer vicepresidente; de los cuatro miembros propuestos, dos obtienen el carácter de propietarios y dos de suplentes.

## Moneda emitida
La unidad monetaria de El Salvador, desde 1892, es el colón salvadoreño; siendo la principal función del Banco Central de Reserva la emisión de especies monetarias (billetes y monedas), expresadas en dicha moneda.
Así en agosto de 1934, introduce la primera familia de billetes, en las denominaciones de uno, cinco, diez, veinticinco y cien colones, incorporándose a estos el de dos colones en 1955, y el de cincuenta colones en 1979.
En 1997, el Banco Central de Reserva pone en circulación una nueva familia de billetes, adoptándolo a las tecnologías de la época, variando completamente el diseño, en las denominaciones de cinco, diez, veinticinco, cincuenta, cien y doscientos colones.
En moneda fraccionaria circulaban hasta 2000, las monedas de un colón, y de uno, cinco, diez y veinticinco centavos de colón, antes emitía monedas de dos, tres y cincuenta centavos de colón.
En 2000, a raíz de la aprobación de la Ley de Integración Monetaria, se suprimió la potestad del Banco Central de Reserva de emitir especies monetarias, dándose libremente la circulación al Dólar estadounidense a partir del 1 de enero de 2001, aunque dicha ley establece que ambas monedas circularían, al año de su implementación eran escasos los colones que circulaban; a partir de la promulgación de dicha norma legal, un dólar estadounidense equivale a 8,75 colones salvadoreños.